# 899 Jokaste
899 Jokaste este un asteroid din centura principală, descoperit pe 3 august 1918, de Max Wolf. A fost unul dintre cele cinci asteroizi incluși în studiul din 1993 intitulat "Comete de tranziție – Căutarea emisiunilor OH în ultraviolet în asteroizi", care a fost o cercetare care implica astronomi amatori cărora li s-a permis să folosească Telescopul Spațial Hubble.